# Nigel Farage
Nigel Paul Farage (ur. 3 kwietnia 1964 w Downe) – brytyjski polityk, lider Partii Niepodległości Zjednoczonego Królestwa, Brexit Party oraz Reform UK. Poseł do Parlamentu Europejskiego V, VI, VII, VIII i IX kadencji, lider eurosceptycznych frakcji w PE, deputowany do Izby Gmin.

## Życiorys
Uzyskał wykształcenie średnie, ukończył Dulwich College. Od 1982 pracował w różnych firmach maklerskich i zajmujących się obrotami na rynkach towarów, w tym na londyńskiej giełdzie metali. Prowadził własną działalność maklerską od wczesnych lat 90. do 2002. Działał w Partii Konserwatywnej. Odszedł z niej w 1992, gdy rząd Johna Majora podpisał traktat z Maastricht.
W 1993 był wśród założycieli eurosceptycznej Partii Niepodległości Zjednoczonego Królestwa (UKIP). Pełnił w niej różne kierownicze funkcje, m.in. od 2000 rzecznika. W latach 2006–2009 po raz pierwszy był liderem UKIP.
W 1999 i 2004 uzyskiwał z ramienia tego ugrupowania mandat deputowanego do Parlamentu Europejskiego. Był członkiem grup poselskich Europa Demokracji i Różnorodności (V kadencja) oraz Niepodległość i Demokracja (VI kadencja, pełnił funkcję przewodniczącego i współprzewodniczącego). W 2009 kierowana przez niego partia uzyskała 16,8% (2,7 mln) głosów w wyborach europejskich, co dało jej taką samą reprezentację w PE jak Partia Pracy. Utrzymał mandat eurodeputowanego, w VII kadencji PE został współprzewodniczącym frakcji Europa Wolności i Demokracji oraz członkiem Komisji Rybołówstwa. 24 lutego 2010 podczas sesji Parlamentu Europejskiego zarzucił Hermanowi Van Rompuyowi brak legitymizacji pełnionego urzędu, a także ogólną niedemokratyczność struktur unijnych, używając przy tym takich określeń jak „charisma of a damp rag”, co w polskich mediach zostało przetłumaczone dosłownie jako „charyzma mokrego mopa”.
6 maja 2010 (w dniu głosowania w wyborach do parlamentu brytyjskiego) uczestniczył w wypadku lotniczym awionetki w Northamptonshire, doznając niegroźnych obrażeń. W listopadzie 2010 został ponownie wybrany na lidera UKIP (otrzymał 60,5% głosów, pokonując Tima Congdona, Davida Campbella Bannermana i Winstona McKenziego).
W wyborach europejskich w 2014, w których kierowana przez niego Partia Niepodległości Zjednoczonego Królestwa zwyciężyła, po raz kolejny odnowił mandat europosła. Został wówczas współprzewodniczącym grupy pod nazwą Europa Wolności i Demokracji Bezpośredniej (od stycznia 2017 jedynym jej przewodniczącym w PE VIII kadencji). Po słabym wyniku UKIP w wyborach do Izby Gmin Nigel Farage w maju 2015 zrezygnował z przywództwa w UKIP, jednak zarząd ugrupowania odrzucił jego rezygnację.
W lipcu 2016, wkrótce po sukcesie prowadzonej przez niego kampanii referendalnej na rzecz wyjścia Wielkiej Brytanii z Unii Europejskiej, ponownie ogłosił swoją rezygnację z kierowania UKIP. Pełnił tę funkcję do września tegoż roku, kiedy to nowym liderem ugrupowania została Diane James. Powrócił na nią (jako pełniący obowiązki) już w październiku tegoż roku, gdy Diane James po kilkunastu dniach urzędowania ogłosiła swoją rezygnację. W listopadzie 2016 zastąpił go natomiast Paul Nuttall.
W grudniu 2018 Nigel Farage zrezygnował z członkostwa w Partii Niepodległości Zjednoczonego Królestwa. W 2019 został faktycznym liderem nowo utworzonego ugrupowania Brexit Party. Partia ta wygrała przeprowadzone w Wielkiej Brytanii wybory europejskie w tym samym roku, a Nigel Farage ponownie uzyskał mandat posła do PE.
Mandat wykonywał do czasu brexitu w styczniu 2020. Do marca 2021 był liderem Brexit Party, od stycznia tegoż roku działającej pod nazwą Reform UK. W czerwcu 2024 ponownie objął funkcję jej lidera. W następnym miesiącu po raz pierwszy został wybrany na posła do Izby Gmin.